# Коновалов, Иван Павлович
Ива́н Па́влович Конова́лов (25 декабря 1967, Осинники, Кемеровская область, РСФСР, СССР) — российский журналист. Кандидат исторических наук. С 1992 года по 2003 год работал на российских телевизионных каналах. Затем являлся военным обозревателем Издательского дома «Коммерсантъ» и информационного агентства РИА Новости. Автор ряда работ о вооружённых конфликтах современной истории, а также по проблемам строительства Вооруженных сил России.

## Биография
В журналистику попал после окончания школы в городе Новокузнецке (Кемеровская область), работал корреспондентом в многотиражной газете «На стройке».
В 1986—1988 годах отслужил срочную службу в Советской армии в Монголии. Вернувшись домой, отработал ещё один год в многотиражке «Металлург» Кузнецкого Металлургического Комбината (КМК).
В 1989 году поступил на дневное отделение факультета журналистики Московского государственного университета им. М. В. Ломоносова, который окончил в 1994 году.
В 2010 году в Институте Африки РАН защитил диссертацию на соискание учёной степени кандидата исторических наук по теме «Распад государства и гражданская война в Сомали».

### Профессиональная деятельность
С 1992 года работал на 1-м канале Останкино, был редактором и ведущим международных новостей в программе «Утро», вёл свою кинорубрику «От Мосфильма до Голливуда».
С 1994 по 2003 год был военным корреспондентом в информационных программах ИТА (1994—1996), ОРТ (1996—2000), РТР (2000—2001) и ТВ-6 (с 2002 года — ТВС) (2001—2003). Работал для программ «Новости», «Время», «Авторская программа Сергея Доренко», «Вести», «Сейчас» (на ТВС — «Новости»), «Итоги», «Грани», выходивших на этих телеканалах.
Провёл несколько выпусков информационно-аналитической программы «Время» вместо Сергея Доренко в феврале-марте 1999 года.
Работал в горячих точках, в том числе в Чечне (обе военные кампании), Таджикистане, Афганистане, Ираке, Сомали, Сербии и Косово. Особую известность приобрёл благодаря репортажам из Багдада во время войны 2003 года в Ираке (операция «Шок и трепет»).
В 2003—2006 годах — заместитель директора Центра анализа стратегии и технологий.
В 2006 году вёл радиопрограмму «Военный совет» на радио «Маяк».
В 2006—2008 годах — первый заместитель главного редактора и начальник военного отдела журнала «Смысл».
С февраля 2007 года по июнь 2013 года — главный редактор издательства «Социально-политическая МЫСЛЬ».
С мая 2008 по март 2011 года — военный обозреватель Издательского дома «Коммерсантъ».
В 2011—2012 годах — военный обозреватель агентства РИА Новости.
С октября 2012 года по декабрь 2016 года — директор Центра стратегической конъюнктуры. Это исследовательская организация, которая занимается вопросами международной безопасности, строительства вооружённых сил, оборонной промышленности и военно-технического сотрудничества.
В 2014 году был консультантом по Сомали российского боевика «22 минуты».
В 2014 году работал военным корреспондентом ТАСС на Донбассе.
В 2016—2017 гг. — начальник сектора военной политики и экономики Российского института стратегических исследований.
С марта по июнь 2017 года — военный обозреватель и эксперт на канале «Царьград ТВ».
В 2017—2018 годах — креативный продюсер Телерадиокомпании Вооружённых сил Российской Федерации «Звезда».
С 10 мая 2018 года — директор по развитию Фонда содействия технологиям XXI века. Находясь в данной должности, становится одним из постоянных гостей общественно-политического ток-шоу «Время покажет» на «Первом канале».
С 19 июня 2022 года — автор еженедельных материалов о военных действиях России в воскресных выпусках программы «Время». С 15 августа по 9 сентября 2022 года — ведущий политического ток-шоу «Большая игра».

## Публикации
Романы:
- Коновалов Иван. Сержант и капитан. — М.: Вече, 2019. — 352 с. (— Любимый детектив) — ISBN 978-5-4484-0833-5
- Коновалов Иван. «Журфаковский дворик» (роман). — М.: Издатель Воробьёв А. В., 2016. — 136 с. — ISBN 978-5-93883-314-2.
- Коновалов Иван. «Сержант и капитан» (роман). — М.: Издатель Воробьёв А. В., 2014. — 340 с. — 500 экз. — ISBN 978-5-93883-239-8.

Монографии:
- Коновалов И. П. Кавказская шахматная доска / Фонд содействия технологиям XXI века. — М.: Издатель Воробьёв А. В., 2020. — 272 с. — ISBN 978-5-93883-430-9. Содержание, Предисловие 2,03Mb PDF
- Коновалов И. П. Под флагом Явного предначертания. История американских флибустьеров XIX века / Фонд содействия технологиям XXI века. — М.: Издатель Воробьёв А. В., 2020. — 144 с.: с ил. — ISBN 978-5-93883-400-2. Содержание, Предисловие 4,34Mb PDF
- Коновалов И. П. Авиация США в войне с Ираком в 2003 году // Грозное небо. Авиация в современных конфликтах / Под ред. В. Н. Бондарева. — М.: Центр анализа стратегий и технологий, 2018. — 256 с. — С. 60-80. — ISBN 978-5-9909882-2-4.
- Коновалов И. П. Войны Чёрного континента. Военные конфликты в Африке 1950—2000 гг. — М.: Вече, 2018. — 288 с.: с ил. — (Военно-историческая библиотека). — ISBN 978-5-4484-0027-8.
- Коновалов И. П. История современного наёмничества. «Дикие гуси» и частные военные компании. — М.: Вече, 2017. — 288 с.: с ил. — (Военные тайны XX века). — ISBN 978-5-4444-5818-1.
- Коновалов И. П. Локальные войны / Центр стратегической конъюнктуры. — М.: Издатель Воробьёв А. В., 2017. — 224 с.: с ил. — ISBN 978-5-93883-348-7.
- Коновалов И. П. Солдаты удачи и воины корпораций. История современного наёмничества. — Пушкино: Центр стратегической конъюнктуры, 2015. — 216 с.: с ил. — ISBN 978-5-9906069-7-5.
- Коновалов И. П. Военные операции Франции в Африке. — Пушкино: Центр стратегической конъюнктуры, 2014. — 148 с.: с ил. — ISBN 978-5-906233-73-8.
- Коновалов И. П. Войны Африканского Рога. — Пушкино: Центр стратегической конъюнктуры, 2014. — 192 с. — 500 экз. — ISBN 978-5-906233-77-6.
- Коновалов И. П. СОМАЛИ: бесконечность войны. — Пушкино: Центр стратегической конъюнктуры, 2013. — 238 с. — 500 экз. — ISBN 978-5-906233-30-1.
- Коновалов И. П. Элементы обороны. — Пушкино: Центр стратегической конъюнктуры, 2013. — 160 с. — 500 экз. — ISBN 978-5-906233-25-7.
- Коновалов И. П., Шубин Г. В. Современная Африка: войны и оружие. — 2-е изд. — Пушкино: Центр стратегической конъюнктуры, 2013. — 476 с.: с ил. — 500 экз. — ISBN 978-5-906233-29-5.
- Коновалов И. П., Валецкий О. В. Эволюция частных военных компаний. — Пушкино: Центр стратегической конъюнктуры, 2013. — 136 с. — 500 экз. — ISBN 978-5-906233-20-2.
- Коновалов И. П. Элементы обороны: заметки о российском оружии. — Пушкино: Центр стратегической конъюнктуры, 2013. — 176 с. — ISBN 978-5-906233-10-3.
- Коновалов И. П. Войны Эфиопии и Эритреи. — Пушкино: Центр стратегической конъюнктуры, 2013. — 68 с. — ISBN 978-5-906233-67-7.
- Коновалов И. П. Африканские войны современности. — Пушкино: Центр стратегической конъюнктуры, 2012. — 98 с. — ISBN 978-5-906233-01-1.
- Коновалов И. П., Шубин Г. В. Современная Африка: войны и оружие. — М.: Социально-политическая мысль, 2012. — 476 с.: с ил. — ISBN 978-5-91579-078-9.
- Барабанов М. С., Коновалов И. П., Куделев В. В., Целуйко В. А. Чужие войны / Под ред. Р. Н. Пухова. — М.: Центр анализа стратегий и технологий, 2012. — 271 с. — ISBN 978-5-9902620-4-1. Подробнее: http://www.cast.ru/news/?id=448 [Сборник статей посвящён описанию хода боевых действий и основных итогов наиболее значимых локальных вооруженных конфликтов за рубежом в период после 1991 г.]
- Коновалов И. П. Распад государства и гражданская война в Сомали / Под ред. В. Г. Шубина. — М.: Социально-политическая мысль, 2010. — 176 с. — ISBN 978-5-91579-086-4.
- Коновалов И. П. Военная тележурналистика: особенности жанра // Современная российская военная журналистика: опыт, проблемы, перспективы / Ред. сост. М. Погорелый и И. Сафранчук. — М.: Гендальф, 2002. — С. 40-59. — ISBN 5-88004-148-2.